# Contrarrelógio

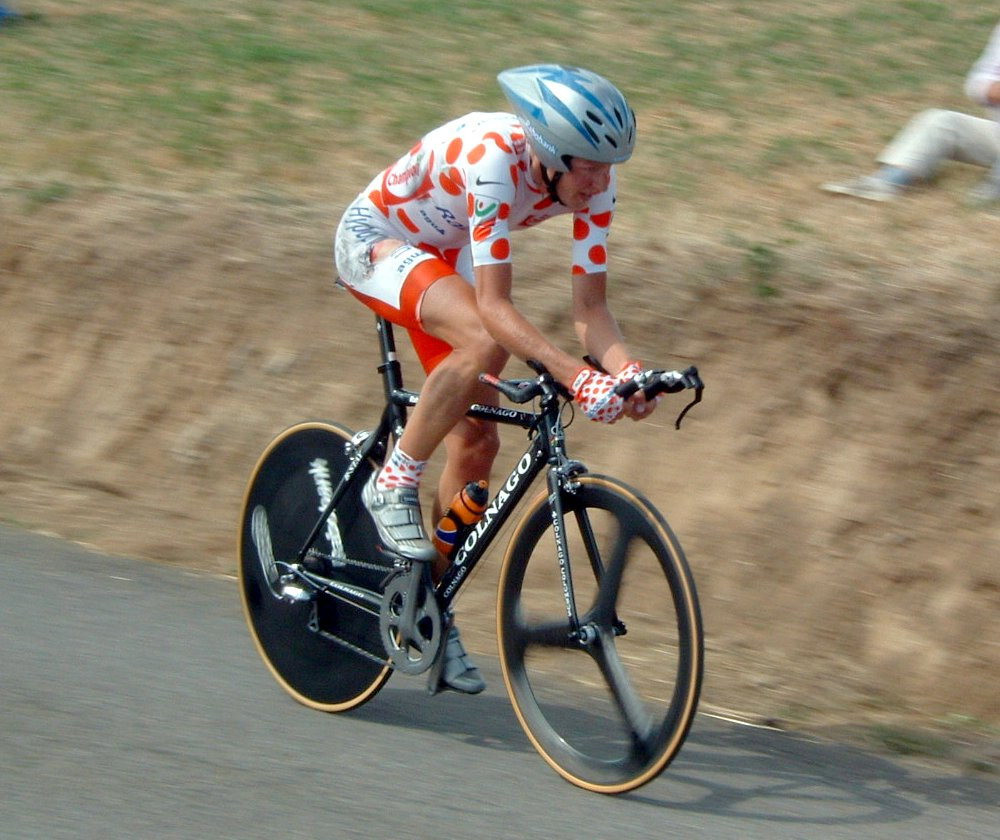
Michael Rasmussen, durante a etapa contra-relógio do Tour de France 2005.

Contrarrelógio é uma prova desportiva de corrida. O termo utilizado é mais comum no ciclismo, embora também ocorrem contrarrelógios em outros desportos em que cada corredor corre sozinho. O vencedor é determinado pelo que percorrer o percurso no menor tempo.
No ciclismo esta é uma prova de especial importância, devido à característica muito diferenciada entre correr dentro de um grupo (pelotão) e correr individualmente. Correndo dentro de um pelotão, um ciclista pode chegar a economizar 50% da energia em relação ao ciclista da frente, em virtude das condições aerodinâmicas favoráveis dentro de um pelotão. Por isso, a estratégia de uma corrida ciclística em grupo é muito importante, ao passo que em num contrarrelógio, todos os ciclistas terão de realizar o mesmo esforço aerodinâmico, pois todos correm sozinhos, expostos ao vento direto. Por essa razão, o contrarrelógio é muitas vezes chamada "a prova da verdade".
Nos contrarrelógios as bicicletas que são normalmente utilizadas chamam-se "cabras", rodas com raios espessos e soldados (roda dianteira da imagem) e rodas lenticulares (roda traseira).

## Prólogo

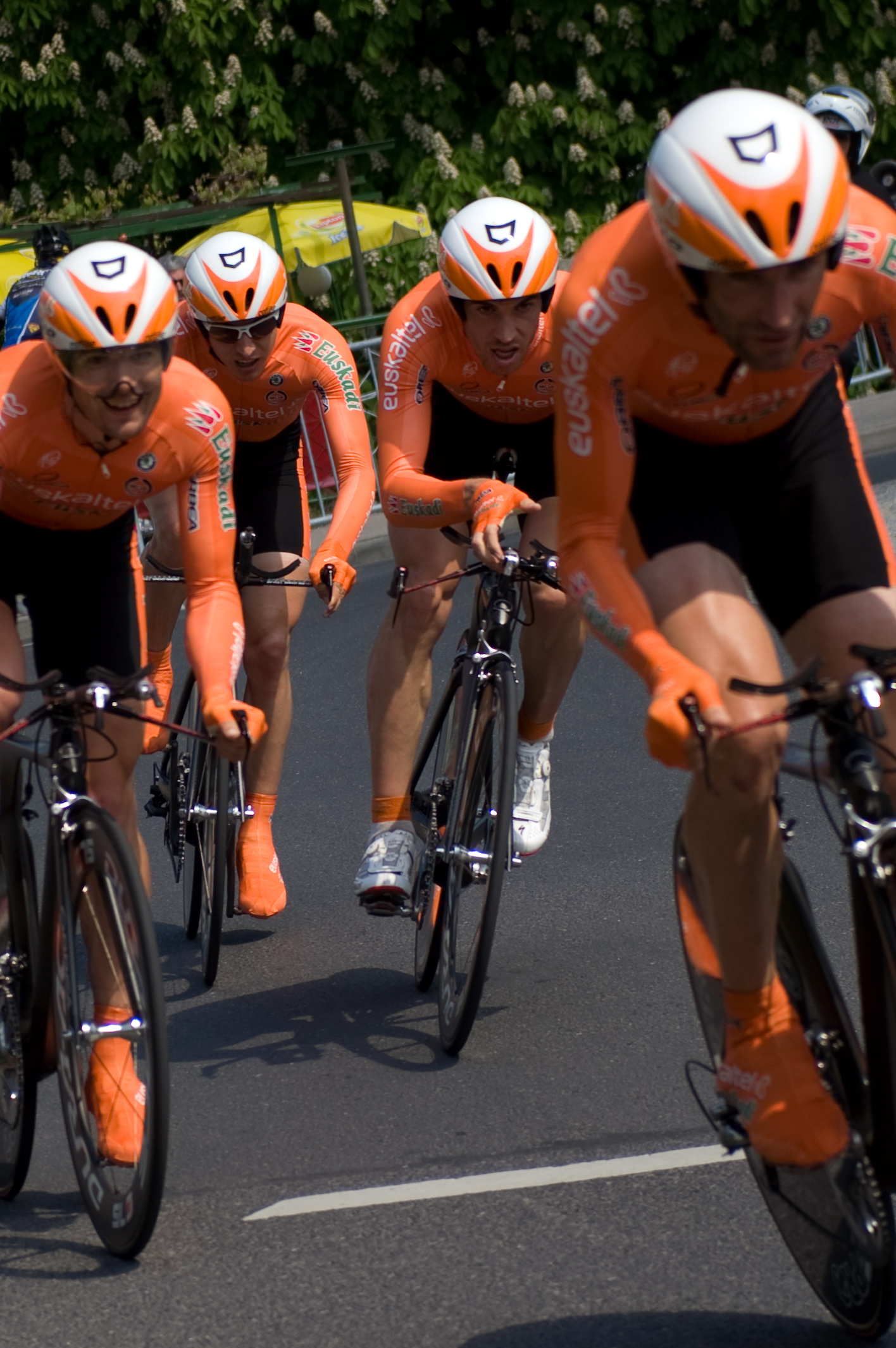

São os mais curtos e, geralmente, em áreas urbanas (até um limite de 8 km) dando início a algumas corridas (campeonatos). A principal diferença é que não existe "fora de controle", um corredor pode perder todo o tempo que quiser, e também em caso de queda ele pode abandonar a etapa e correr no dia seguinte, lhe dando o tempo do último corredor classificado. Estes contrarrelógios oficialmente não tem a denominação de etapa e sim Prólogo, mas o tempo se tem em conta para a classificação geral e até mesmo a UCI pontua os corredores como se fosse uma etapa normal.

## Contrarrelógio por equipes
Outra variação das corridas contrarrelógio é sua equipe. Cada equipe corre agrupada e a consideração do tempo é do quarto ou quinto corredor que atravesse a linha de chegada.

## Outras
Há também uma outra maneira, muito menos comum, que é o contrarrelógio de pares (dupla). A prova mais destacada (até seu desaparecimento) deste tipo foi do G.P. Eddy Merckx. Houve também uma prova por trio na Volta a Espanha.